# Novelty piano

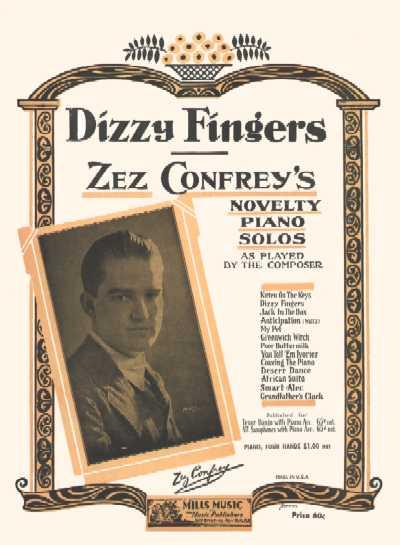
Lo spartito di Dizzy Fingers, di Zez Confrey, uno dei più popolari compositori di musica novelty.

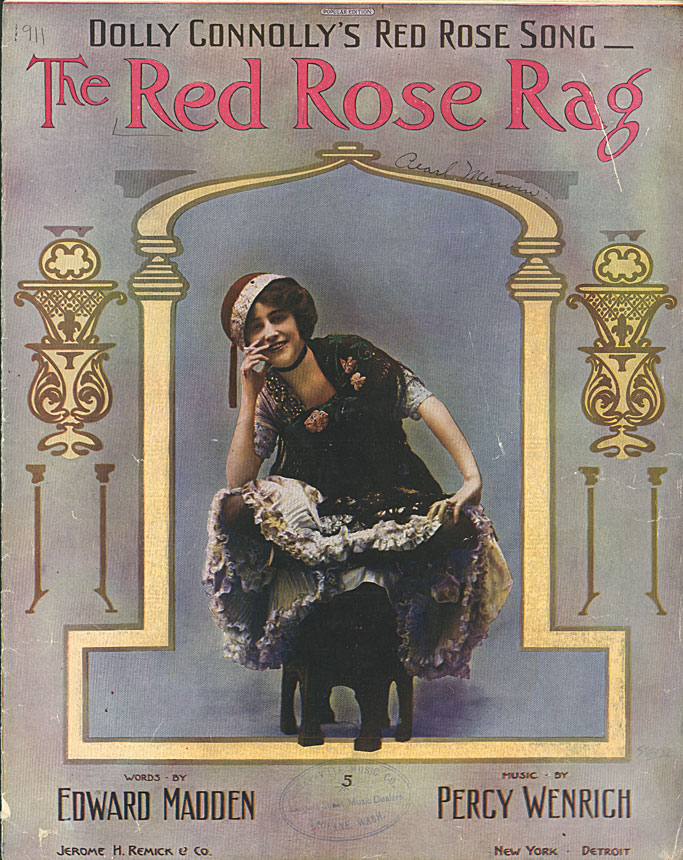
"Red Rose Rag", una canzone novelty ragtime, spartito copertina, 1911. La cantante Dolly Connelly in copertina.

Novelty piano è un genere musicale di musica novelty per pianoforte che fu popolare durante gli anni '20. Successore del ragtime e conseguenza della musica per pianoforte degli anni '10, può essere considerato un cugino pianistico del jazz, che apparve più o meno nello stesso periodo.

## Storia
Nola, una composizione del 1915 del pianista newyorkese Felix Arndt, è generalmente considerata il primo successo di novelty piano. Molti dei primi compositori di novelty erano artisti di piano roll provenienti dall'area di Chicago, dove avevano sede due delle più grandi compagnie di piano roll, la QRS e la Imperial. Anche se spesso solo leggermente sincopato o senza sincope del tutto, novelty piano influenzò l'evoluzione del jazz. Si distingue dallo stride piano, che fu sviluppato a New York più o meno nello stesso periodo.

## Gli inizi
I primi compositori di novelty piano erano artisti di piano roll che cercavano di vendere rulli per pianoforte. Questi brani iniziarono come pezzi di danza altamente complessi con pause caratteristiche, quarte consecutive e armonie avanzate, ma in contrasto con il ragtime e altri stili di pianoforte jazz; di solito si basavano sull'uso di terzine e figure di ottave/sedicesime puntate, piuttosto che sul ritmo sincopato, basati su otto note di ragtime. Esistono varie teorie per spiegare questa caratteristica: i consumatori tipicamente bianchi di tale musica avrebbero potuto non essere ancora ricettivi ad una musica di maggiore complessità ritmica, e/o perché i compositori quasi esclusivamente bianchi di musica per novelty piano non avevano ancora assorbito i principi della musica sincopata e/o non erano inclini ad utilizzarla durante la composizione, poiché molti di loro provenivano da ambienti di musica classica in cui l'enfasi sistematica di battute più deboli era rara.
Il pioniere del nuovo stile pianistico fu Charley Straight, le cui composizioni furono pubblicate su piano roll anni prima dei nuovi successi di Confrey. Le prime novelty di Charley Straight comprendono "S'more", "Playmor", "Nifty Nonsense", "Rufenreddy" e "Wild and Wooly."

## Accettazione e successo
Novelty piano attirò con maggiore forza l'attenzione del pubblico nel 1921, con l'apparizione di "Kitten on the Keys" di Zez Confrey. La sua popolarità portò rapidamente ad altre opere di Confrey, tra cui "Dizzy Fingers" e "Greenwich Witch", e ispirò altri artisti a pubblicare pezzi nuovi. Lo stile rimase popolare fino alla fine del decennio, periodo in cui le big band erano in ascesa, i pianoforti erano in declino e la popolarità del jazz continuò senza sosta. Novelty piano cedette lentamente o fu assorbito dai nuovi stili orchestrali mentre il pianoforte si allontanava dal centro della scena e assumeva un ruolo di supporto.
Anche il novelty piano veniva generalmente commercializzato in modo diverso dalla precedente forma ragtime. Sebbene il ragtime fosse generalmente venduto sotto forma di spartiti, era importante mantenerlo abbastanza semplice da poter essere suonato da dilettanti competenti. Verso la metà della sua adolescenza, però, erano apparse due nuove tecnologie che permettevano al grande pubblico di ascoltare la musica eseguita da musicisti esperti: il pianoforte a rulli e il disco fonografico. Il novelty piano è stato sviluppato come veicolo per mostrare il talento di questi professionisti, ed è stato quindi più spesso venduto sotto forma di registrazioni e rulli per pianoforte che come spartiti. In contrasto con la maggior parte dei precedenti stili pianistici popolari, era privato degli stili banali dell'era vittoriana, infuso di fioriture cromatiche e influenzato dai suoni "modernisti" dell'Art Deco degli anni '20. I pianisti di novelty iniziarono ad avere una formazione altamente classica e la musica rifletteva la loro passione per idee accordali complesse.

## Artisti di rilievo
Artisti di spicco nel genere del novelty piano includono: Zez Confrey, Charley Straight, Roy Bargy, Pauline Alpert, Fred Elizalde, Rube Bloom, Clément Doucet, Max Kortlander, Edythe Baker e Billy Mayerl.